# Prismatoïde
Un prismatoïde est un polyèdre dont tous les sommets sont placés dans deux plans parallèles. Dans certaines circonstances, il est appelé prismoïde (si les deux plans ont le même nombre d'éléments).  

## Familles de prismatoïdes
Les familles de prismatoïdes incluent :
- Les pyramides, où un plan contient un seul point;
- Les cales, où un plan contient seulement deux points;
- Les prismes, où les polygones dans chaque plan sont congrus et joints par des parallélogrammes ;
- Les antiprismes, où les polygones dans chaque plan sont congrus et joints par une bande de triangles alternés ;
- Les antiprismes croisés ;
- Les coupoles, où le polygone dans un plan contient deux fois plus de points que le plan opposé et est joint par une alternance de triangles et de rectangles ;
- Les troncs obtenus par troncature d'une pyramide ;
- Les prismatoïdes hexaédraux à face quadrilatères :
  1. Les parallélépipèdes - six faces en forme de parallélogrammes
  2. Les rhomboèdres - six faces rhombiques
  3. Les trapézoèdres hexaédraux - six faces rhombiques congrues
  4. Les cuboïdes - six faces rectangulaires
  5. Les troncs quadrilatères - une pyramide carrée dont on a tronqué l'apex
  6. Les cubes - six faces carrées